# Liga de Campeones de la CAF 2018-19
La Liga de Campeones de la CAF 2018–19, llamada Total CAF Champions League 2018-19 por razones de patrocinio, fue la 55.ª edición del torneo de fútbol a nivel de clubes de África, y la 23.ª edición bajo el formato de Liga de Campeones de la CAF.
La temporada es considerada de transición en vista de que la Confederación Africana de Fútbol decidiera cambiar el calendario del torneo y pasar a jugar de febrero a noviembre a jugar de agosto a mayo luego de una decisión tomada por el comité ejecutivo de la Confederación Africana de Fútbol el 20 de julio de 2017. La temporada inició a finales de noviembre de 2018 y terminó en mayo de 2019, justo antes de la Copa Africana de Naciones 2019, la cual también cambió de calendarización y pasó de jugarse entre enero y febrero a jugarse de junio a julio; por lo que el nuevo calendario de competición iniciará oficialmente al finalizar el torneo continental de naciones.
El campeón de la liga de campeones jugará ante el campeón de la Copa Confederación de la CAF 2018-19 en la Supercopa de la CAF 2020, y además se clasificó para jugar el Mundial de Clubes de 2019 que se disputará en Catar.

## Participantes
En el torneo participan 57 equipos de 46 asociaciones.
- Para esta edición, el campeón defensor (en cursiva) avanza directamente a la Fase de grupos.[5]
- Cuatro equipos (en negrita) avanzan directamente a la Primera Ronda.
- El resto de participantes inicia desde la fase preliminar.

| País                                           | Equipo                        | Método de clasificación                                                                                 |
| ---------------------------------------------- | ----------------------------- | --- |
| Túnez (1.º – 116 pts)                          | Espérance de Tunis            | Campeón defensor (Liga de Campeones de la CAF 2018) Campeón de Tunisian Ligue Professionnelle 1 2017–18 |
| Túnez (1.º – 116 pts)                          | Club Africain                 | 2.º de Tunisian Ligue Professionnelle 1 2017–18                                                         |
| Egipto (2.º – 106.5 pts)                       | Al-Ahly                       | Campeón de Egyptian Premier League 2017–18                                                              |
| Egipto (2.º – 106.5 pts)                       | Ismaily                       | 2.º de la Egyptian Premier League 2017–18                                                               |
| República Democrática del Congo (3.º – 90 pts) | AS Vita Club                  | Campeón de Linafoot 2017–18                                                                             |
| República Democrática del Congo (3.º – 90 pts) | TP Mazembe                    | 2.º de Linafoot 2017–18                                                                                 |
| Marruecos (4.º – 84 pts)                       | Ittihad Tanger                | Campeón de Botola 2017–18                                                                               |
| Marruecos (4.º – 84 pts)                       | Wydad Casablanca              | 2.º de Botola 2017–18                                                                                   |
| Argelia (5th – 82.5 pts)                       | CS Constantine                | Campeón de Algerian Ligue Professionnelle 1 2017–18                                                     |
| Argelia (5th – 82.5 pts)                       | JS Saoura                     | 2.º de Algerian Ligue Professionnelle 1 2017–18                                                         |
| Sudáfrica (6.º – 78.5 pts)                     | Mamelodi Sundowns             | Campeón de South African Premier Division 2017–18                                                       |
| Sudáfrica (6.º – 78.5 pts)                     | Orlando Pirates               | 2.º de South African Premier Division 2017–18                                                           |
| Sudán (7th – 53 pts)                           | Al-Hilal                      | Campeón de Sudan Premier League 2018                                                                    |
| Sudán (7th – 53 pts)                           | Al-Merrikh                    | 2.º de Sudan Premier League 2018                                                                        |
| Zambia (8.º – 38 pts)                          | ZESCO United                  | Campeón de Zambian Premier League 2018                                                                  |
| Zambia (8.º – 38 pts)                          | Nkana                         | 2.º de Zambian Premier League 2018                                                                      |
| Libia (9.º – 19 pts)                           | Al-Nasr                       | Campeón de Libyan Premier League 2017–18                                                                |
| Libia (9.º – 19 pts)                           | Al-Ahly Benghazi              | 2.º de Libyan Premier League 2017–18                                                                    |
| Camerún (E-10.º – 15 pts)                      | Coton Sport                   | Campeón de Elite One 2018                                                                               |
| Camerún (E-10.º – 15 pts)                      | UMS de Loum                   | 2.º dse Elite One 2018                                                                                  |
| Costa de Marfil (E-10.º – 15 pts)              | ASEC Mimosas                  | Campeón de Côte d'Ivoire Ligue 1 2017–18                                                                |
| Costa de Marfil (E-10.º – 15 pts)              | SC Gagnoa                     | 2.º de Côte d'Ivoire Ligue 1 2017–18                                                                    |
| Mozambique (E-10.ª – 15 pts)                   | UD Songo (único participante) | Campeón de Moçambola 2017                                                                               |

| País                                | Club                | Método de Clasificación                                            |
| ----------------------------------- | ------------------- | ------------------------------------------------------------------ |
| Etiopía (E-13.º – 10.5 pts)         | Jimma Aba Jifar     | Campeón de Ethiopian Premier League 2017–18                        |
| Nigeria (E-13.º – 10.5 pts)         | Lobi Stars          | Líder de la Nigeria Professional Football League 2018 (suspendida) |
| República del Congo (15.º – 10 pts) | AS Otôho            | Campeón de Congo Ligue 1 2018                                      |
| Mali (16.º – 8 pts)                 | Stade Malien        | Ganador de Malian Cup 2018                                         |
| Angola (17.º – 6 pts)               | Primero de Agosto   | Campeón de Girabola 2018                                           |
| Guinea (E-18.º – 5 pts)             | Horoya              | Campeón de Guinée Championnat National 2017–18                     |
| Suazilandia (E-18.º – 5 pts)        | Mbabane Swallows    | Campeón de Swazi Premier League 2017–18                            |
| Uganda (E-18.º – 5 pts)             | Vipers              | campeón de Uganda Premier League 2017–18                           |
| Zimbabue (E-18.º – 5 pts)           | FC Platinum         | Campeón de Zimbabue Premier Soccer League 2017                     |
| Gabón (23.º – 2.5 pts)              | AS Mangasport       | Campeón de Gabon Championnat National D1 2018                      |
| Tanzania (24.º – 2 pts)             | Simba               | Campeón de Tanzanian Premier League 2017–18                        |
| Botsuana                            | Township Rollers    | Campeón de Botswana Premier League 2017–18                         |
| Burkina Faso                        | ASF Bobo-Dioulasso  | Campeón de Burkinabé Premier League 2017–18                        |
| Burundi                             | Le Messager Ngozi   | Campeón de Burundi Premier League 2017–18                          |
| República Centroafricana            | Stade Centrafricain | Campeón del Central African Republic League 2018                   |
| Chad                                | Elect-Sport         | Campeón de Chad Premier League 2017–18                             |
| Comoras                             | Volcan Club         | Campeón de Comoros Premier League 2018                             |
| Yibuti                              | Djibouti Télécom    | Campeón de Djibouti Premier League 2017–18                         |
| Guinea Ecuatorial                   | Leones Vegetarianos | Campeón de Liga Nacional 2017-2018                                 |
| Gambia                              | GAMTEL              | Campeón de GFA League First Division 2017–18                       |
| Kenia                               | Gor Mahia           | Campeón de Kenyan Premier League 2018                              |
| Lesoto                              | Bantu               | Campeón de Lesotho Premier League 2017–18                          |
| Liberia                             | BYC FC              | Campeón de Liberian First Division League 2018                     |
| Madagascar                          | CNaPS Sport         | Campeón de THB Champions League 2018                               |
| Malaui                              | Nyasa Big Bullets   | 2.º de Malawi Premier Division 2017                                |
| Mauritania                          | FC Nouadhibou       | Campeón de Ligue 1 Mauritania 2017–18                              |
| Namibia                             | African Stars       | Campeón de Namibia Premier League 2017–18                          |
| Níger                               | AS SONIDEP          | Campeón de Niger Premier League 2017–18                            |
| Ruanda                              | APR                 | Campeón de Rwanda Premier League 2017–18                           |
| Senegal                             | ASC Diaraf          | Campeón de Senegal Premier League 2017–18                          |
| Seychelles                          | Light Stars         | Ganador de Seychelles League Cup 2018                              |
| Sudán del Sur                       | Al-Hilal Wau        | Campeón del South Sudan National Championship 2018                 |
| Togo                                | US Koroki           | Campeón de Togolese Championnat National 2017–18                   |
| Zanzíbar                            | JKU                 | Campeón de Zanzibar Premier League 2017–18                         |

Países que no mandaron representación al torneo
| - Benín - Cabo Verde - Eritrea - Ghana (22.º – 4 pts) - Guinea-Bisáu | - Mauricio - Reunión - Santo Tomé y Príncipe - Sierra Leona (suspendido por FIFA) - Somalia |

## Ronda de Clasificación

### Preliminar
| Equipo 1               | Agr.        | Equipo 2          | Ida | Vuelta |
| ---------------------- | ----------- | ----------------- | --- | ------ |
| ASC Diaraf             | 1–1 (4–2 p) | US Koroki         | 1–0 | 0–1    |
| JS Saoura              | 2–0         | SC Gagnoa         | 2–0 | 0–0    |
| Ittihad Tanger         | 1–0         | Elect-Sport       | 1–0 | 0–0    |
| Le Messager Ngozi      | 1–3         | Ismaily           | 0–1 | 1–2    |
| ASF Bobo-Dioulasso     | 4–4 (3–5 p) | Coton Sport       | 3–1 | 1–3    |
| AS SONIDEP             | 1–5         | ZESCO United      | 1–2 | 0–3    |
| Orlando Pirates        | 8–2         | Light Stars       | 5–1 | 3–1    |
| Volcan Club            | 1–2         | African Stars     | 0–0 | 1–2    |
| FC Nouadhibou          | 2–3         | Al-Ahly Benghazi  | 2–1 | 0–2    |
| Leones Vegetarianos CF | 1–7         | Mamelodi Sundowns | 0–2 | 1–5    |
| Gor Mahia              | 1–1 (4–3 p) | Nyasa Big Bullets | 1–0 | 0–1    |
| UMS de Loum            | 1–2         | Lobi Stars        | 1–0 | 0–2    |
| UD Songo               | 1–3         | Nkana             | 1–2 | 0–1    |
| Simba                  | 8–1         | Mbabane Swallows  | 4–1 | 4–0    |
| ASAS Djibouti Télécom  | 3–5         | Jimma Aba Jifar   | 1–3 | 2–2    |
| CS Constantine         | 1–0         | GAMTEL            | 0–0 | 1–0    |
| Al-Merrikh             | 2–2 (v)     | Vipers            | 2–1 | 0–1    |
| Stade Centrafricain    | 0–5         | Stade Malien      | 0–1 | 0–4    |
| ASEC Mimosas           | 1–0         | AS Mangasport     | 1–0 | 0–0    |
| Township Rollers       | 2–2 (2–4 p) | Bantu             | 1–1 | 1–1    |
| APR                    | 1–3         | Club Africain     | 0–0 | 1–3    |
| Al-Hilal               | 6–0         | JKU               | 4–0 | 2–0    |
| Al-Nasr                | 9–3         | Al-Hilal Wau      | 5–1 | 4–2    |
| Horoya                 | 2–0         | BYC               | 1–0 | 1–0    |
| Primero de Agosto      | 4–4 (v)     | AS Otôho          | 4–2 | 0–2    |
| CNaPS Sport            | 1–2         | FC Platinum       | 1–1 | 0–1    |

### Primera Ronda
| Equipo 1         | Agr.    | Equipo 2          | Ida | Vuelta |
| ---------------- | ------- | ----------------- | --- | ------ |
| Wydad Casablanca | 3–3 (a) | ASC Diaraf        | 2–0 | 1–3    |
| JS Saoura        | 2–1     | Ittihad Tanger    | 2–0 | 0–1    |
| Ismaily          | 3–2     | Coton Sport       | 2–0 | 1–2    |
| TP Mazembe       | 2–1     | ZESCO United      | 1–0 | 1–1    |
| Orlando Pirates  | 1–0     | African Stars     | 0–0 | 1–0    |
| Al-Ahly Benghazi | 0–4     | Mamelodi Sundowns | 0–0 | 0–4    |
| Gor Mahia        | 3–3 (a) | Lobi Stars        | 3–1 | 0–2    |
| Nkana            | 3–4     | Simba             | 2–1 | 1–3    |
| Al-Ahly          | 2–1     | Jimma Aba Jifar   | 2–0 | 0–1    |
| CS Constantine   | 3–0     | Vipers            | 1–0 | 2–0    |
| Stade Malien     | 0–2     | ASEC Mimosas      | 0–1 | 0–1    |
| AS Vita Club     | 5–2     | Bantu             | 4–1 | 1–1    |
| Club Africain    | 3–2     | Al-Hilal          | 3–1 | 0–1    |
| Al-Nasr          | 5–6     | Horoya            | 3–0 | 2–6    |
| AS Otôho         | 1–1 (a) | FC Platinum       | 1–1 | 0–0    |

## Fase de grupos

### Grupo A
| Pos. | Equipo            | Pts. | PJ | G | E | P | GF | GC | Dif. | Clasificación    |
| ---- | ----------------- | ---- | -- | - | - | - | -- | -- | ---- | ---------------- |
| 1    | Wydad Casablanca  | 10   | 6  | 3 | 1 | 2 | 8  | 6  | +2   | Cuartos de final |
| 2    | Mamelodi Sundowns | 10   | 6  | 3 | 1 | 2 | 9  | 5  | +4   | Cuartos de final |
| 3    | Lobi Stars        | 7    | 6  | 2 | 1 | 3 | 4  | 6  | −2   |                  |
| 4    | ASEC Mimosas      | 7    | 6  | 2 | 1 | 3 | 6  | 10 | −4   |                  |

 Fuente: CAF
| \| Fecha \| Estadio (Ciudad) \| Local \| Resultado \| Visitante \| \| --------------------- \| ---------------------------------- \| ----------------- \| --------- \| ----------------- \| \| 11 de enero de 2019 \| Estadio Nnamdi Azikiwe (Enugu) \| Lobi Stars \| 2 - 1 \| Mamelodi Sundowns \| \| 11 de enero de 2019 \| Estadio Moulay Abdellah (Rabat) \| Wydad Casablanca \| 5 - 2 \| ASEC Mimosas \| \| 19 de enero de 2019 \| Estadio Houphouët-Boigny (Abiyán) \| ASEC Mimosas \| 1 - 0 \| Lobi Stars \| \| 19 de enero de 2019 \| Estadio Lucas Moripe (Pretoria) \| Mamelodi Sundowns \| 2 - 1 \| Wydad Casablanca \| \| 1 de febrero de 2019 \| Estadio Loftus Versfeld (Pretoria) \| Mamelodi Sundowns \| 3 - 1 \| ASEC Mimosas \| \| 2 de febrero de 2019 \| Estadio Nnamdi Azikiwe (Enugu) \| Lobi Stars \| 0 - 1 \| Wydad Casablanca \| \| 12 de febrero de 2019 \| Estadio Houphouët-Boigny (Abiyán) \| ASEC Mimosas \| 0 - 0 \| Mamelodi Sundowns \| \| 12 de febrero de 2019 \| Estadio Moulay Abdellah (Rabat) \| Wydad Casablanca \| 0 - 0 \| Lobi Stars \| \| 9 de marzo de 2019 \| Estadio Houphouët-Boigny (Abiyán) \| ASEC Mimosas \| 2 - 0 \| Wydad Casablanca \| \| 9 de marzo de 2019 \| Estadio Loftus Versfeld (Pretoria) \| Mamelodi Sundowns \| 3 - 0 \| Lobi Stars \| \| 16 de marzo de 2019 \| Estadio Nnamdi Azikiwe (Enugu) \| Lobi Stars \| 2 - 0 \| ASEC Mimosas \| \| 16 de marzo de 2019 \| Estadio Moulay Abdellah (Rabat) \| Wydad Casablanca \| 1 - 0 \| Mamelodi Sundowns \| |                                    |                   |           |                   |
| Fecha | Estadio (Ciudad)                   | Local             | Resultado | Visitante         |
| 11 de enero de 2019 | Estadio Nnamdi Azikiwe (Enugu)     | Lobi Stars        | 2 - 1     | Mamelodi Sundowns |
| 11 de enero de 2019 | Estadio Moulay Abdellah (Rabat)    | Wydad Casablanca  | 5 - 2     | ASEC Mimosas      |
| 19 de enero de 2019 | Estadio Houphouët-Boigny (Abiyán)  | ASEC Mimosas      | 1 - 0     | Lobi Stars        |
| 19 de enero de 2019 | Estadio Lucas Moripe (Pretoria)    | Mamelodi Sundowns | 2 - 1     | Wydad Casablanca  |
| 1 de febrero de 2019 | Estadio Loftus Versfeld (Pretoria) | Mamelodi Sundowns | 3 - 1     | ASEC Mimosas      |
| 2 de febrero de 2019 | Estadio Nnamdi Azikiwe (Enugu)     | Lobi Stars        | 0 - 1     | Wydad Casablanca  |
| 12 de febrero de 2019 | Estadio Houphouët-Boigny (Abiyán)  | ASEC Mimosas      | 0 - 0     | Mamelodi Sundowns |
| 12 de febrero de 2019 | Estadio Moulay Abdellah (Rabat)    | Wydad Casablanca  | 0 - 0     | Lobi Stars        |
| 9 de marzo de 2019 | Estadio Houphouët-Boigny (Abiyán)  | ASEC Mimosas      | 2 - 0     | Wydad Casablanca  |
| 9 de marzo de 2019 | Estadio Loftus Versfeld (Pretoria) | Mamelodi Sundowns | 3 - 0     | Lobi Stars        |
| 16 de marzo de 2019 | Estadio Nnamdi Azikiwe (Enugu)     | Lobi Stars        | 2 - 0     | ASEC Mimosas      |
| 16 de marzo de 2019 | Estadio Moulay Abdellah (Rabat)    | Wydad Casablanca  | 1 - 0     | Mamelodi Sundowns |

### Grupo B
| Pos. | Equipo             | Pts. | PJ | G | E | P | GF | GC | Dif. | Clasificación    |
| ---- | ------------------ | ---- | -- | - | - | - | -- | -- | ---- | ---------------- |
| 1    | Espérance de Tunis | 14   | 6  | 4 | 2 | 0 | 9  | 2  | +7   | Cuartos de final |
| 2    | Horoya             | 10   | 6  | 3 | 1 | 2 | 6  | 7  | −1   | Cuartos de final |
| 3    | Orlando Pirates    | 6    | 6  | 1 | 3 | 2 | 6  | 6  | 0    |                  |
| 4    | FC Platinum        | 2    | 6  | 0 | 2 | 4 | 3  | 9  | −6   |                  |

 Fuente: CAF
| \| Fecha \| Estadio (Ciudad) \| Local \| Resultado \| Visitante \| \| --------------------- \| -------------------------------- \| ------------------ \| --------- \| ------------------ \| \| 11 de enero de 2019 \| Stade du 28 Septembre (Conakry) \| Horoya \| 1 - 1 \| Espérance de Tunis \| \| 12 de enero de 2019 \| Estadio Barbourfields (Bulawayo) \| FC Platinum \| 0 - 0 \| Orlando Pirates \| \| 18 de enero de 2019 \| Stade El Menzah (Túnez) \| Espérance de Tunis \| 2 - 0 \| FC Platinum \| \| 18 de enero de 2019 \| Estadio Orlando (Johannesburgo) \| Orlando Pirates \| 3 - 0 \| Horoya \| \| 2 de febrero de 2019 \| Estadio Barbourfields (Bulawayo) \| FC Platinum \| 0 - 1 \| Horoya \| \| 2 de febrero de 2019 \| Estadio Orlando (Johannesburgo) \| Orlando Pirates \| 0 - 0 \| Espérance de Tunis \| \| 12 de febrero de 2019 \| Stade El Menzah (Túnez) \| Espérance de Tunis \| 2 - 0 \| Orlando Pirates \| \| 12 de febrero de 2019 \| Stade du 28 Septembre (Conakry) \| Horoya \| 2 - 0 \| FC Platinum \| \| 8 de marzo de 2019 \| Estadio Orlando (Johannesburgo) \| Orlando Pirates \| 2 - 2 \| FC Platinum \| \| 8 de marzo de 2019 \| Stade Olympique de Radès (Túnez) \| Espérance de Tunis \| 2 - 0 \| Horoya \| \| 16 de marzo de 2019 \| Estadio Barbourfields (Bulawayo) \| FC Platinum \| 1 - 2 \| Espérance de Tunis \| \| 16 de marzo de 2019 \| Stade du 28 Septembre (Conakry) \| Horoya \| 2 - 1 \| Orlando Pirates \| |                                  |                    |           |                    |
| Fecha | Estadio (Ciudad)                 | Local              | Resultado | Visitante          |
| 11 de enero de 2019 | Stade du 28 Septembre (Conakry)  | Horoya             | 1 - 1     | Espérance de Tunis |
| 12 de enero de 2019 | Estadio Barbourfields (Bulawayo) | FC Platinum        | 0 - 0     | Orlando Pirates    |
| 18 de enero de 2019 | Stade El Menzah (Túnez)          | Espérance de Tunis | 2 - 0     | FC Platinum        |
| 18 de enero de 2019 | Estadio Orlando (Johannesburgo)  | Orlando Pirates    | 3 - 0     | Horoya             |
| 2 de febrero de 2019 | Estadio Barbourfields (Bulawayo) | FC Platinum        | 0 - 1     | Horoya             |
| 2 de febrero de 2019 | Estadio Orlando (Johannesburgo)  | Orlando Pirates    | 0 - 0     | Espérance de Tunis |
| 12 de febrero de 2019 | Stade El Menzah (Túnez)          | Espérance de Tunis | 2 - 0     | Orlando Pirates    |
| 12 de febrero de 2019 | Stade du 28 Septembre (Conakry)  | Horoya             | 2 - 0     | FC Platinum        |
| 8 de marzo de 2019 | Estadio Orlando (Johannesburgo)  | Orlando Pirates    | 2 - 2     | FC Platinum        |
| 8 de marzo de 2019 | Stade Olympique de Radès (Túnez) | Espérance de Tunis | 2 - 0     | Horoya             |
| 16 de marzo de 2019 | Estadio Barbourfields (Bulawayo) | FC Platinum        | 1 - 2     | Espérance de Tunis |
| 16 de marzo de 2019 | Stade du 28 Septembre (Conakry)  | Horoya             | 2 - 1     | Orlando Pirates    |

### Grupo C
| Pos. | Equipo         | Pts. | PJ | G | E | P | GF | GC | Dif. | Clasificación    |
| ---- | -------------- | ---- | -- | - | - | - | -- | -- | ---- | ---------------- |
| 1    | TP Mazembe     | 11   | 6  | 3 | 2 | 1 | 13 | 4  | +9   | Cuartos de final |
| 2    | CS Constantine | 10   | 6  | 3 | 1 | 2 | 8  | 6  | +2   | Cuartos de final |
| 3    | Club Africain  | 10   | 6  | 3 | 1 | 2 | 5  | 9  | −4   |                  |
| 4    | Ismaily        | 2    | 6  | 0 | 2 | 4 | 4  | 10 | −6   |                  |

 Fuente: CAF
| \| Fecha \| Estadio (Ciudad) \| Local \| Resultado \| Visitante \| \| --------------------- \| -------------------------------------- \| -------------- \| ---------------- \| -------------- \| \| 11 de enero de 2019 \| Stade Olympique de Sousse (Sousse) \| Club Africain \| 0 - 1 \| CS Constantine \| \| 12 de enero de 2019 \| Stade TP Mazembe (Lubumbashi) \| TP Mazembe \| 2 - 0 \| Ismaily \| \| 18 de enero de 2019 \| Estadio de Ismailia (Ismailia) \| Ismaily \| adjudicado 0 - 3 \| Club Africain \| \| 19 de enero de 2019 \| Estadio Mohamed Hamlaoui (Constantina) \| CS Constantine \| 3 - 0 \| TP Mazembe \| \| 2 de febrero de 2019 \| Stade TP Mazembe (Lubumbashi) \| TP Mazembe \| 8 - 0 \| Club Africain \| \| 23 de febrero de 2019 \| Estadio Borg El Arab (Alejandría) \| Ismaily \| 1 - 1 \| CS Constantine \| \| 12 de febrero de 2019 \| Stade Olympique de Radès (Túnez) \| Club Africain \| 0 - 0 \| TP Mazembe \| \| 2 de marzo de 2019 \| Estadio Mohamed Hamlaoui (Constantina) \| CS Constantine \| 3 - 2 \| Ismaily \| \| 8 de marzo de 2019 \| Estadio Borg El Arab (Alejandría) \| Ismaily \| 1 - 1 \| TP Mazembe \| \| 8 de marzo de 2019 \| Estadio Mohamed Hamlaoui (Constantina) \| CS Constantine \| 0 - 1 \| Club Africain \| \| 16 de marzo de 2019 \| Stade TP Mazembe (Lubumbashi) \| TP Mazembe \| 2 - 0 \| CS Constantine \| \| 16 de marzo de 2019 \| Stade Olympique de Radès (Túnez) \| Club Africain \| 1 - 0 \| Ismaily \| |                                        |                |                  |                |
| Fecha | Estadio (Ciudad)                       | Local          | Resultado        | Visitante      |
| 11 de enero de 2019 | Stade Olympique de Sousse (Sousse)     | Club Africain  | 0 - 1            | CS Constantine |
| 12 de enero de 2019 | Stade TP Mazembe (Lubumbashi)          | TP Mazembe     | 2 - 0            | Ismaily        |
| 18 de enero de 2019 | Estadio de Ismailia (Ismailia)         | Ismaily        | adjudicado 0 - 3 | Club Africain  |
| 19 de enero de 2019 | Estadio Mohamed Hamlaoui (Constantina) | CS Constantine | 3 - 0            | TP Mazembe     |
| 2 de febrero de 2019 | Stade TP Mazembe (Lubumbashi)          | TP Mazembe     | 8 - 0            | Club Africain  |
| 23 de febrero de 2019 | Estadio Borg El Arab (Alejandría)      | Ismaily        | 1 - 1            | CS Constantine |
| 12 de febrero de 2019 | Stade Olympique de Radès (Túnez)       | Club Africain  | 0 - 0            | TP Mazembe     |
| 2 de marzo de 2019 | Estadio Mohamed Hamlaoui (Constantina) | CS Constantine | 3 - 2            | Ismaily        |
| 8 de marzo de 2019 | Estadio Borg El Arab (Alejandría)      | Ismaily        | 1 - 1            | TP Mazembe     |
| 8 de marzo de 2019 | Estadio Mohamed Hamlaoui (Constantina) | CS Constantine | 0 - 1            | Club Africain  |
| 16 de marzo de 2019 | Stade TP Mazembe (Lubumbashi)          | TP Mazembe     | 2 - 0            | CS Constantine |
| 16 de marzo de 2019 | Stade Olympique de Radès (Túnez)       | Club Africain  | 1 - 0            | Ismaily        |

### Grupo D
| Pos. | Equipo       | Pts. | PJ | G | E | P | GF | GC | Dif. | Clasificación    |
| ---- | ------------ | ---- | -- | - | - | - | -- | -- | ---- | ---------------- |
| 1    | Al-Ahly      | 10   | 6  | 3 | 1 | 2 | 11 | 3  | +8   | Cuartos de final |
| 2    | Simba        | 9    | 6  | 3 | 0 | 3 | 6  | 13 | −7   | Cuartos de final |
| 3    | JS Saoura    | 8    | 6  | 2 | 2 | 2 | 6  | 9  | −3   |                  |
| 4    | AS Vita Club | 7    | 6  | 2 | 1 | 3 | 9  | 7  | +2   |                  |

 Fuente: CAF
| \| Fecha \| Estadio (Ciudad) \| Local \| Resultado \| Visitante \| \| --------------------- \| -------------------------------------- \| ------------ \| --------- \| ------------ \| \| 12 de enero de 2019 \| Estadio Benjamin Mkapa (Dar es-Salaam) \| Simba \| 3 - 0 \| JS Saoura \| \| 12 de enero de 2019 \| Estadio Borg El Arab (Alejandría) \| Al-Ahly \| 2 - 0 \| AS Vita Club \| \| 18 de enero de 2019 \| Stade 20 Août 1955 (Béchar) \| JS Saoura \| 1 - 1 \| Al-Ahly \| \| 19 de enero de 2019 \| Estadio de los Mártires (Kinshasa) \| AS Vita Club \| 5 - 0 \| Simba \| \| 2 de febrero de 2019 \| Estadio de los Mártires (Kinshasa) \| AS Vita Club \| 2 - 2 \| JS Saoura \| \| 2 de febrero de 2019 \| Estadio Borg El Arab (Alejandría) \| Al-Ahly \| 5 - 0 \| Simba \| \| 12 de febrero de 2019 \| Estadio Benjamin Mkapa (Dar es-Salaam) \| Simba \| 1 - 0 \| Al-Ahly \| \| 12 de febrero de 2019 \| Stade 20 Août 1955 (Béchar) \| JS Saoura \| 1 - 0 \| AS Vita Club \| \| 9 de marzo de 2019 \| Estadio de los Mártires (Kinshasa) \| AS Vita Club \| 1 - 0 \| Al-Ahly \| \| 9 de marzo de 2019 \| Stade 20 Août 1955 (Béchar) \| JS Saoura \| 2 - 0 \| Simba \| \| 16 de marzo de 2019 \| Estadio Borg El Arab (Alejandría) \| Al-Ahly \| 3 - 0 \| JS Saoura \| \| 16 de marzo de 2019 \| Estadio Benjamin Mkapa (Dar es-Salaam) \| Simba \| 2 - 1 \| AS Vita Club \| |                                        |              |           |              |
| Fecha | Estadio (Ciudad)                       | Local        | Resultado | Visitante    |
| 12 de enero de 2019 | Estadio Benjamin Mkapa (Dar es-Salaam) | Simba        | 3 - 0     | JS Saoura    |
| 12 de enero de 2019 | Estadio Borg El Arab (Alejandría)      | Al-Ahly      | 2 - 0     | AS Vita Club |
| 18 de enero de 2019 | Stade 20 Août 1955 (Béchar)            | JS Saoura    | 1 - 1     | Al-Ahly      |
| 19 de enero de 2019 | Estadio de los Mártires (Kinshasa)     | AS Vita Club | 5 - 0     | Simba        |
| 2 de febrero de 2019 | Estadio de los Mártires (Kinshasa)     | AS Vita Club | 2 - 2     | JS Saoura    |
| 2 de febrero de 2019 | Estadio Borg El Arab (Alejandría)      | Al-Ahly      | 5 - 0     | Simba        |
| 12 de febrero de 2019 | Estadio Benjamin Mkapa (Dar es-Salaam) | Simba        | 1 - 0     | Al-Ahly      |
| 12 de febrero de 2019 | Stade 20 Août 1955 (Béchar)            | JS Saoura    | 1 - 0     | AS Vita Club |
| 9 de marzo de 2019 | Estadio de los Mártires (Kinshasa)     | AS Vita Club | 1 - 0     | Al-Ahly      |
| 9 de marzo de 2019 | Stade 20 Août 1955 (Béchar)            | JS Saoura    | 2 - 0     | Simba        |
| 16 de marzo de 2019 | Estadio Borg El Arab (Alejandría)      | Al-Ahly      | 3 - 0     | JS Saoura    |
| 16 de marzo de 2019 | Estadio Benjamin Mkapa (Dar es-Salaam) | Simba        | 2 - 1     | AS Vita Club |

## Fase final
|  | Cuartos de final   | Cuartos de final   | Cuartos de final   | Cuartos de final   |   |                   | Semifinales       | Semifinales | Semifinales | Semifinales |  |                  | Final            | Final | Final | Final |  |
|  |                    |                    |                    |                    |   |                   |                   |             |             |             |  |                  |                  |       |       |       |  |
|  |                    |                    |                    |                    |   |                   |                   |             |             |             |  |                  |                  |       |       |       |  |
|  | Al-Ahly            | Al-Ahly            | 0                  | 1                  |   |                   |                   |             |             |             |  |                  |                  |       |       |       |  |
|  | Al-Ahly            | Al-Ahly            | 0                  | 1                  |   |                   |                   |             |             |             |  |                  |                  |       |       |       |  |
|  | Mamelodi Sundowns  | Mamelodi Sundowns  | 5                  | 0                  |   |                   |                   |             |             |             |  |                  |                  |       |       |       |  |
|  | Mamelodi Sundowns  | Mamelodi Sundowns  | 5                  | 0                  |   | Mamelodi Sundowns | Mamelodi Sundowns | 1           | 0           |             |  |                  |                  |       |       |       |  |
|  |                    |                    |                    |                    |   | Mamelodi Sundowns | Mamelodi Sundowns | 1           | 0           |             |  |                  |                  |       |       |       |  |
|  |                    |                    | Wydad Casablanca   | Wydad Casablanca   | 2 | 0                 |                   |             |             |             |  |                  |                  |       |       |       |  |
|  | Wydad Casablanca   | Wydad Casablanca   | Wydad Casablanca   | Wydad Casablanca   | 2 | 0                 | 0                 | 5           |             |             |  |                  |                  |       |       |       |  |
|  | Wydad Casablanca   | Wydad Casablanca   |                    |                    |   |                   |                   |             |             |             |  |                  |                  |       |       |       |  |
|  | Horoya             | Horoya             | 0                  | 0                  |   |                   |                   |             |             |             |  |                  |                  |       |       |       |  |
|  | Horoya             | Horoya             | 0                  | 0                  |   |                   |                   |             |             |             |  | Wydad Casablanca | Wydad Casablanca | 1     | -     |       |  |
|  |                    |                    |                    |                    |   |                   |                   |             |             |             |  | Wydad Casablanca | Wydad Casablanca | 1     | -     |       |  |
|  |                    |                    | Espérance de Tunis | Espérance de Tunis | 1 | -                 |                   |             |             |             |  |                  |                  |       |       |       |  |
|  | TP Mazembe         | TP Mazembe         | Espérance de Tunis | Espérance de Tunis | 1 | -                 | 0                 | 4           |             |             |  |                  |                  |       |       |       |  |
|  | TP Mazembe         | TP Mazembe         |                    |                    |   |                   |                   |             |             |             |  |                  |                  |       |       |       |  |
|  | Simba              | Simba              | 0                  | 1                  |   |                   |                   |             |             |             |  |                  |                  |       |       |       |  |
|  | Simba              | Simba              | 0                  | 1                  |   | TP Mazembe        | TP Mazembe        | 0           | 0           |             |  |                  |                  |       |       |       |  |
|  |                    |                    |                    |                    |   | TP Mazembe        | TP Mazembe        | 0           | 0           |             |  |                  |                  |       |       |       |  |
|  |                    |                    | Espérance de Tunis | Espérance de Tunis | 1 | 0                 |                   |             |             |             |  |                  |                  |       |       |       |  |
|  | Espérance de Tunis | Espérance de Tunis | Espérance de Tunis | Espérance de Tunis | 1 | 0                 | 3                 | 3           |             |             |  |                  |                  |       |       |       |  |
|  | Espérance de Tunis | Espérance de Tunis |                    |                    |   |                   |                   |             |             |             |  |                  |                  |       |       |       |  |
|  | CS Constantine     | CS Constantine     | 2                  | 1                  |   |                   |                   |             |             |             |  |                  |                  |       |       |       |  |
|  | CS Constantine     | CS Constantine     | 2                  | 1                  |   |                   |                   |             |             |             |  |                  |                  |       |       |       |  |
|  |                    |                    |                    |                    |   |                   |                   |             |             |             |  |                  |                  |       |       |       |  |

### Cuartos de final
Simba SC - TP Mazembe
| 06 de abril de 2019 | Simba | 0:0     | TP Mazembe | Estadio Benjamin Mkapa, Dar es Salaam |                              |
| 09:00               |       | Reporte |            | Árbitro(s): Mustapha Ghorbal          | Árbitro(s): Mustapha Ghorbal |

| 13 de abril de 2019 | TP Mazembe                                     | 4:1 (2:1) | Simba   | Stade TP Mazembe, Lubumbashi |                           |
| 09:00               | Chongo 23' · Elia 38' · Mputu 62' · Muleka 75' | Reporte   | Okwi 2' | Árbitro(s): Janny Sikazwe    | Árbitro(s): Janny Sikazwe |

Horoya Conakri - Wydad Casablanca
| 06 de abril de 2019 | Horoya | 0:0     | Wydad Casablanca | Stade 28 Septembre, Conakri    |                                |
| 12:00               |        | Reporte |                  | Árbitro(s): Eric Otogo-Castane | Árbitro(s): Eric Otogo-Castane |

| 13 de abril de 2019 | Wydad Casablanca                                                | 5:0 (3:0) | Horoya | Estadio Moulay Abdellah, Rabat    |                                   |
| 15:00               | El Karti 20', 30' · Noussir 34' · Nahiri 59' · El Moutaraji 85' | Reporte   |        | Árbitro(s): Bamlak Tessema Weyesa | Árbitro(s): Bamlak Tessema Weyesa |

Mamelodi Sundowns - Al-Ahly
| 06 de abril de 2019 | Mamelodi Sundowns                                                           | 5:0 (2:0) | Al-Ahly | Estadio Lucas Moripe, Pretoria |                             |
| 12:00               | Zwane 14' · Arendse 24' · Nascimento 47' (pen.) · Sirino 62' · Mahlambi 83' | Reporte   |         | Árbitro(s): Maguette Ndiaye    | Árbitro(s): Maguette Ndiaye |

| 13 de abril de 2019 | Al-Ahly    | 1:0 (0:0) | Mamelodi Sundowns | Estadio Borg El Arab, Alejandría |                            |
| 12:00               | Azarou 68' | Reporte   |                   | Árbitro(s): Bakary Gassama       | Árbitro(s): Bakary Gassama |

CS Constantine - Espérance de Tunis
| 06 de abril de 2019 | CS Constantine           | 2:3 (0:1) | Espérance de Tunis                               | Stade Mohamed Hamlaoui, Constantina |                          |
| 15:00               | Djabout 49' · Yattou 71' | Reporte   | Belaïli 6' (pen.) · Coulibaly 47' · Yaakoubi 74' | Árbitro(s): Ghead Grisha            | Árbitro(s): Ghead Grisha |

| 13 de abril de 2019 | Espérance de Tunis       | 3:1 (2:0) | CS Constantine | Stade Olympique de Radès, Túnez   |                                   |
| 15:00               | Bguir 23', 27' · Kom 86' | Reporte   | Bahamboula 62' | Árbitro(s): Noureddine El jaafari | Árbitro(s): Noureddine El jaafari |

### Semifinales
Espérance de Tunis - TP Mazembe
| 27 de abril de 2019 | Espérance de Tunis | 1:0 (0:0) | TP Mazembe | Stade Olympique de Radès, Túnez |                            |
| 12:00               | Belaïli 51'        | Reporte   |            | Árbitro(s): Bakary Gassama      | Árbitro(s): Bakary Gassama |

| 4 de mayo de 2019 | TP Mazembe | 0:0     | Espérance de Tunis | Stade TP Mazembe, Lubumbashi |                          |
| 09:00             |            | Reporte |                    | Árbitro(s): Victor Gomes     | Árbitro(s): Victor Gomes |

Wydad Casablanca - Mamelodi Sundowns
| 26 de abril de 2019 | Wydad Casablanca     | 2:1 (1:1) | Mamelodi Sundowns | Estadio Moulay Abdellah, Rabat |                          |
| 15:00               | Saidi 26' · Aouk 47' | Reporte   | Ngcongca 42'      | Árbitro(s): Joshua Bondo       | Árbitro(s): Joshua Bondo |

| 4 de mayo de 2019 | Mamelodi Sundowns | 0:0     | Wydad Casablanca | Estadio Lucas Moripe, Pretoria         |                                        |
| 09:00             |                   | Reporte |                  | Árbitro(s): Helder Martins de Carvalho | Árbitro(s): Helder Martins de Carvalho |

### Final
| 24 de mayo de 2019 | Wydad Casablanca | 1:1 (0:1) | Espérance de Tunis | Estadio Moulay Abdellah, Rabat |                          |
| 18:00              | Comara 79'       | Reporte   | Coulibaly 44'      | Árbitro(s): Ghead Grisha       | Árbitro(s): Ghead Grisha |

| 31 de mayo de 2019 | Espérance de Tunis | Anulado | Wydad Casablanca | Stade Olympique de Radès, Túnez |                            |
| 17:00 | Belaïli 41'        | Reporte |                  | Árbitro(s): Bakary Gassama      | Árbitro(s): Bakary Gassama |
| El Espérance de Tunis fue declarado campeón el 7 de agosto de 2019 por resolución de la Confederación Africana de Fútbol. |                    |         |                  |                                 |                            |

|                            |
| Bandera de Túnez           |
| Espérance de Tunis Campeón |
| 4.° título                 |

## Goleadores
- Actualizado al 1 de junio de 2019.

| Pos. | Jugador                  | Club              | Total |
| ---- | ------------------------ | ----------------- | ----- |
| 1    | Moataz Al-Mehdi          | Al-Nasr Benghazi  | 7     |
| 2    | Meddie Kagere            | Simba             | 6     |
| 3    | Clatous Chama            | Simba             | 5     |
| 3    | Trésor Mputu             | TP Mazembe        | 5     |
| 3    | Jackson Muleka           | TP Mazembe        | 5     |
| 3    | Jean-Marc Makusu Mundele | AS Vita Club      | 5     |
| 3    | Justin Shonga            | Orlando Pirates   | 5     |
| 3    | Alimi Sikiru             | Lobi Stars        | 5     |
| 3    | Themba Zwane             | Mamelodi Sundowns | 5     |
| 10   | Mohamed El Amine Hammia  | JS Saoura         | 4     |
| 10   | Mohamed Nahiri           | Wydad Casablanca  | 4     |